# Deep web
Deep web (z ang. głęboka sieć; także: hidden web – ukryta sieć; invisible web – niewidzialna sieć) – część World Wide Web, która nie jest indeksowana przez konwencjonalne, standardowe wyszukiwarki internetowe.

## Pojęcie
W polskiej literaturze stosowane są pojęcia głęboka sieć, sieć ukryta lub niewidzialna. Termin invisible Web po raz pierwszy został użyty przez Jilla Ellswortha w 1994 roku. Spopularyzował go Mike Bergman w 2001. Niektórzy polscy autorzy używają określenia „ukryty internet” zamiast „ukryta sieć”, co uchodzi za nieprawidłowe.

## Definicja
Tradycyjne wyszukiwarki nie indeksują głębokiej sieci. Wynika to głównie ze sposobu przeszukiwania internetu przy użyciu metody, która polega na podążaniu za hiperłączami obecnych w już indeksowanych stronach. Podejrzewa się, że ukryta sieć jest kilkukrotnie większa niż sieć zewnętrzna. Szacunki oparte na ekstrapolacji badań przeprowadzonych przez Uniwersytet Kalifornijski w Berkeley z 2001 wskazują, że na deep web składa się około 7,5 petabajtów danych. Wykryto także około 300 tys. nieindeksowalnych stron internetowych w całej sieci, a w 2004 według Denisa Shestakova, około 14 tys. witryn należy do rosyjskiej części ukrytej sieci.